# روبرت ر. جاروود
روبرت ر. جاروود (بالإنجليزية: Bobby Garwood)‏ هو عسكري أمريكي، ولد في 1 أبريل 1946 في غرينسبورغ في الولايات المتحدة.